# Zavaliikî, Volociîsk
Zavaliikî (în ucraineană Завалійки) este o comună în raionul Volociîsk, regiunea Hmelnîțkîi, Ucraina, formată numai din satul de reședință.

## Demografie
Componența lingvistică a comunei Zavaliikî
     Ucraineană (99%)
     Alte limbi (1%)
Conform recensământului din 2001, majoritatea populației comunei Zavaliikî era vorbitoare de ucraineană (99%), existând în minoritate și vorbitori de alte limbi.